# Phacomorphus mascarauxi
Phacomorphus mascarauxi es una especie de escarabajo del género Phacomorphus, familia Leiodidae. Fue descrita por Sainte-claire Deville en 1905.

## Distribución
Se encuentra en Francia.